# Raizinsberg
Raizinsberg ist ein abgekommener Ort in der Stadt St. Pölten, Niederösterreich.
Der Ort scheint urkundlich nur im Jahr 1180 auf und bestand aus drei Lehen. Über die Lage herrscht Unklarheit, aber er durfte im Norden oder Nordwesten von St. Pölten gelegen haben.